# Moles dels Viarnets
Les Moles dels Viarnets és una muntanya de 751 metres que es troba entre els municipis d'Arnes i d'Horta de Sant Joan, a la comarca de la Terra Alta.